# Casa do Caçador
Casa do Caçador (em neerlandês:  De val van Icarus) é uma pintura a óleo do pintor belga Henry Voordecker, de 1826. 
A obra, de 203 x 162 cm, considerada um dos trabalhos mais notáveis do artista, encontra-se agora na coleção do museu Rijksmuseum, em Amsterdã, Países Baixos. A pintura, em típico estilo Biedermeier, com seus temas caracterizados pelos sentimentos reforçados de segurança, gemütlichkeit, tradicional simplicidade, retratando uma visão sentimental do mundo, mostra um caçador em casa, cercado por animais e membros de sua família; uma típica pintura de gênero. 
A obra retrata uma família em frente à porta de sua casa: uma mãe com uma criança sentada na porta e atrás dela um jovem em roupas de caça. Nos degraus em frente à casa, as galinhas e as pombas estão se alimentando; à esquerda da porta ainda mais pombas em torno de um pombal. À esquerda, uma jovem está de pé lavando roupa, e à direita um cachorro em uma corrente.